# Zelёnye cepočki
Zelёnye cepočki (Зелёные цепочки) è un film del 1970 diretto da Grigorij Lazarevič Aronov.